# Počinkovskij rajon (Oblast' di Smolensk)
Il Počinkovskij rajon (in russo Починковский район?) è un rajon dell'Oblast' di Smolensk, nella Russia europea; il capoluogo è Počinok. Istituito nella forma attuale nel 1929, ricopre una superficie di 2380,75 chilometri quadrati.